# ブルース・スミス (ミュージシャン)
ブルース・スミス（Bruce Smith、1957年12月25日 - ）は、ポストパンク・バンドのポップ・グループのドラマーとして最もよく知られているイギリスのミュージシャンである。また、スリッツ、ニュー・エイジ・ステッパーズのメンバーでもあり、現在はパブリック・イメージ・リミテッドと共演している。かつてネナ・チェリーと結婚していた。

## 略歴
スミスは、1977年にポップ・グループの共同での結成を手伝い、1981年に解散するまで一緒に演奏していた 。2010年にバンドが再結成されたとき、スミスもこのラインナップの一員となった。
ポップ・グループがまだ活動中に、スミスは1979年からスリッツにも参加し、1981年に解散するまで一緒に演奏した。
ポップ・グループとスリッツでの活動の後、スミスはエイドリアン・シャーウッドとチームを組み、シャーウッドのOn-Uサウンドというレコード・レーベルにおいてニュー・エイジ・ステッパーズやその他さまざまなバンド等で演奏した。この時期、彼はニュー・エイジ・ステッパーズにも関わっていたネナ・チェリーと結婚した。その後、スミスとチェリーは元ポップ・グループのギタリスト、ギャレス・セイガーと一緒にリップ・リグ&パニックを結成した。このバンドでは1981年から1983年まで演奏活動を行った。
1986年、スミスはパブリック・イメージ・リミテッド（PiL）にアルバム『ALBUM』のリリースをサポートするツアーから参加し、次の2枚のスタジオ・アルバム『HAPPY?』『9/ナイン』で正式メンバーになった。彼はPiLが解散する数年前の1990年に脱退したが、ジョン・ライドンが2009年にPiLを再結成した時に復帰した。
スミスはレギュラー・バンドとのコラボレーションに加えて、テレンス・トレント・ダービー、ザ・ザ、ビョークなどのアーティストとのレコーディングでも多くのセッションを行ってきた。

## ディスコグラフィ

### ポップ・グループ
- 『Y (最後の警告)』 - Y (1979年)
- 『ハウ・マッチ・ロンガー』 - For How Much Longer Do We Tolerate Mass Murder? (1980年)
- 『ウィ・アー・タイム』 - We Are Time (1980年) ※ライブ、デモ、アウトテイクのコンピレーション。旧邦題『狂気の時』
- 『ウィ・アー・オール・プロスティテューツ (最後の聖戦)』 - We Are All Prostitutes (1998年) ※コンピレーション
- 『シチズン・ゾンビ』 - Citizen Zombie (2015年)

### リップ・リグ&パニック
- 『ゴッド』 - God (1981年)
- 『アイム・コールド』 - I Am Cold (1982年)
- 『アティテュード』 - Attitude (1983年)
- 『キル・ミー・イン・ザ・モーニング』 - Kill Me in the Morning (1985年) ※フロート・アップ・CP名義

### パブリック・イメージ・リミテッド
- 『HAPPY?』 - Happy? (1987年)
- 『9/ナイン』 - 9 (1989年)
- AliFE (2009年) ※ライブ
- Live at the Isle of Wight Festival 2011 (2011年) ※ライブ
- 『ディス・イズ・PiL』 - This Is PiL (2012年) ※旧邦題『This is PiL - 伝説をぶっとばせ』
- 『ホワット・ザ・ワールド・ニーズ・ナウ…』 - What The World Needs Now (2015年)

### その他のアルバム
- ニュー・エイジ・ステッパーズ : 『ニュー・エイジ・ステッパーズ』 - The New Age Steppers (1980年)
- クリエイション・レベル / ニュー・エイジ・ステッパーズ : 『スレット・トゥ・クリエイション』 - Threat To Creation  (1981年)
- スリッツ : 『大地の音』 - Return of the Giant Slits (1981年)
- アフリカン・ヘッド・チャージ : Environmental Studies (1982年)
- ヴィヴィアン・スタンシャル : Sir Henry At Ndidi's Kraal (1984年)
- テレンス・トレント・ダービー : 『TTD』 - Introducing the Hardline According to Terence Trent D'Arby (1987年)
- ザ・ザ : 『ダスク』 - Dusk (1992年)
- ビョーク 『デビュー』 - Debut (1993年)
- スウィートバック : 『スウィートバック』 - Sweetback (1996年)